# Locality-sensitive hashing
Il locality-sensitive hashing (LSH) è un metodo per la riduzione della dimensionalità dello spazio vettoriale di un insieme di dati.

## Motivazioni
La grossa mole di dati da elaborare, principalmente il calcolo della distanza fra gli oggetti (item) di un insieme di dati, è un grosso vincolo allo sviluppo di applicazioni sistema real-time per soddisfare interrogazioni quali la similarità fra (parti di) immagini o (estratti di) brani musicali.
L'idea principale è applicare una funzione hash agli item in input in modo da far collidere, con alta probabilità, item simili negli stessi contenitori (bucket). Il numero di bucket è molto più ridotto dell'universo dei possibili item in input. L'obiettivo è di arrivare ad un hashing a due livelli:
- la funzione LSH mappa un item {\displaystyle p} in un bucket {\displaystyle g_{j}(p)};
- una funzione hash standard mappa il contenuto di questi bucket in una hash table di lunghezza {\displaystyle M.}

La dimensione massima del bucket della seconda hash table verrà chiamato {\displaystyle B.}

### Assunzioni
Con il metodo LSH si vuole fare in modo di correlare la distanza di due punti {\displaystyle p} e {\displaystyle q} alla probabilità di collisione in un bucket. Maggiore è la distanza fra i punti minore sarà la loro probabilità di collisione.

## Definizione
- {\displaystyle D(\cdot ,\cdot )} è la funzione di distanza fra elementi di un insieme {\displaystyle S};
- {\displaystyle B(p,r)} indica, per ogni punto {\displaystyle p\in S}, l'insieme di elementi di {\displaystyle S} che stanno all'interno della distanza {\displaystyle r} da {\displaystyle p}.

Consideriamo una funzione hash {\displaystyle h} scelta a caso dalla famiglia LSH di funzioni hash disponibili {\displaystyle {\mathcal {H}}}. Una famiglia LSH {\displaystyle {\mathcal {H}}} di funzioni dall'insieme {\displaystyle S} all'insieme {\displaystyle U} è detta {\displaystyle (r_{1},r_{2},p_{1},p_{2})}-sensitive per {\displaystyle D(\cdot ,\cdot )} se per ogni coppia di punti {\displaystyle q} (che è la rappresentazione dell'interrogazione) e {\displaystyle p} (che è il punto che soddisfa le condizioni sotto riportate) appartenenti all'insieme {\displaystyle S}:
- se {\displaystyle p\in B(q,r_{1})} allora {\displaystyle \mathrm {Pr} _{\mathcal {H}}[h(q)=h(p)]\geq p_{1};}
- se {\displaystyle p\notin B(q,r_{2})} allora {\displaystyle \mathrm {Pr} _{\mathcal {H}}[h(q)=h(p)]\leq p_{2}.}

Affinché la famiglia LSH sia utile per gli scopi che ci si è prefissi devono valere le due condizioni:
- {\displaystyle p_{1}>p_{2};}
- {\displaystyle r_{1}<r_{2}.}

Di solito si considera {\displaystyle r_{2}=cr_{1},} con {\displaystyle c>1}.

### Interpretazione grafica
In uno spazio a due dimensioni si hanno due cerchi concentrici centrati sulla rappresentazione dell'interrogazione {\displaystyle q}. Ricordando che {\displaystyle B(q,r_{1})} e {\displaystyle B(q,r_{2})} rappresentano dei sottoinsiemi dell'insieme di dati {\displaystyle S}:
- Il cerchio più interno di raggio {\displaystyle r_{1}} contiene i punti {\displaystyle p} dell'insieme di dati {\displaystyle B(q,r_{1})} che hanno, come precedentemente descritto, una probabilità maggiore della soglia {\displaystyle p_{1}} di subire un hash nello stesso bucket.

- Il cerchio più esterno di raggio {\displaystyle r_{2}} esclude i punti {\displaystyle p} dell'insieme di dati {\displaystyle B(q,r_{2})} che hanno, come precedentemente descritto, una probabilità minore della soglia {\displaystyle p_{2}} di subire un hash nello stesso bucket.

## LSH e distribuzioni stabili
La funzione hash {\displaystyle h_{\mathbf {a} ,b}\colon \mathbb {R} ^{d}\to \mathbb {N} } manda un vettore di {\displaystyle d} componenti reali {\displaystyle \mathbf {v} } in un intero non negativo. Ogni funzione hash appartenente alla famiglia viene selezionata scegliendo in modo casuale {\displaystyle \mathbf {a} } e {\displaystyle b} dove {\displaystyle \mathbf {a} } è un vettore di {\displaystyle d} componenti reali i cui elementi sono scelti in maniera indipendente da una distribuzione stabile e {\displaystyle b} è un numero reale scelto secondo una distribuzione continua uniforme nell'intervallo {\displaystyle [0,r].} Fissati {\displaystyle \mathbf {a} ,b} e la funzione hash {\displaystyle h_{\mathbf {a} ,b}} si calcola attraverso la relazione {\displaystyle h_{\mathbf {a} ,b}(\mathbf {v} )=\left\lfloor {\frac {\mathbf {a} \cdot \mathbf {v} +b}{r}}\right\rfloor ,} dove {\displaystyle \mathbf {a} \cdot \mathbf {v} } indica il prodotto scalare euclideo tra {\displaystyle \mathbf {a} } e {\displaystyle \mathbf {v} } e {\displaystyle \lfloor \cdot \rfloor } indica la funzione parte intera.

### Ricerca dei Nearest Neighbor
Una delle principali applicazioni di LSH è quella di fornire un algoritmo efficiente per il problema della ricerca del nearest neighbor. Data una qualsiasi famiglia LSH {\displaystyle {\mathcal {F}}} l'algoritmo ha due parametri principali: 
- la larghezza {\displaystyle k};
- il numero di tabelle di hash {\displaystyle L}.

Cominciamo definendo una nuova famiglia {\displaystyle {\mathcal {G}}} di funzioni hash {\displaystyle g}, in cui ogni funzione {\displaystyle g} si ottiene concatenando {\displaystyle k} funzioni {\displaystyle h_{1},\ldots ,h_{k}} da {\displaystyle {\mathcal {F}}}, cioè
{\displaystyle g(p)={\big (}h_{1}(p),\ldots ,h_{k}(p){\big )}.}
La scelta di concatenare {\displaystyle k} funzioni hash per ottenere {\displaystyle g} è giustificata dal fatto che si vuole amplificare la differenza tra la alta probabilità {\displaystyle p_{1}} e la bassa probabilità {\displaystyle p_{2}}.
In altre parole, una funzione hash {\displaystyle g} presa casualmente da {\displaystyle {\mathcal {G}}} si ottiene concatenando {\displaystyle k} funzioni hash prese casualmente da {\displaystyle {\mathcal {H}}}.
Successivamente l'algoritmo costruisce {\displaystyle L} tabelle di hash, ognuna corrispondente a una diversa funzione hash {\displaystyle g}.
Nella fase di preprocessing si fa un hash di tutti gli {\displaystyle n} punti dell'insieme di dati {\displaystyle S} in ognuna delle {\displaystyle L} tabelle di hash. Dato che le tabelle di hash risultanti hanno solo {\displaystyle n} elementi diversi da zero, si può ridurre l'utilizzo di memoria per ogni funzione hash a {\displaystyle O(n)} usando funzioni hash standard.
Considerando l'interrogazione {\displaystyle q} al sistema così creato, l'algoritmo itera sulle {\displaystyle L} funzioni hash {\displaystyle g}. Per ogni {\displaystyle g}, reperisce i punti dell'insieme di dati che sono stati mappati dall'hash nello stesso bucket in cui è stata mappata {\displaystyle q}. Il processo si conclude quando viene reperito un punto di distanza {\displaystyle cR} da {\displaystyle q}.